# عبد الرحيم سرور
عبد الرحيم سرور (1920 - 30 أكتوبر 1987) هو رئيس الإذاعة المصرية سابقاً و إذاعي ومؤلف مصري. 

## حياته ونشأته
حصل على ليسانس الحقوق من جامعة القاهرة. • دكتوراه في الشريعة الإسلامية. توفى في 30 اكتوبر 1987.

## مسيرته
- شغل منصب رئيس قطاع الإذاعة المصرية في الفترة من 16/5/1971 وحتى 6/4/1972. [3]
- رئيس لقطاع التلفزيون فى9/4/1975. وحتى 26/6/1977 . الخبرات الوظيفية [4]
- رقيبا مقيما على الصحف والمجلات .
- رقيبا عاما على التلفزيون عام 1960.
- مديرا عاما على المصنفات الفنية. [5]
- عضوا بلجنة تأثير التراث الأدبي في العالم الخارجي.
- سكرتيرا عاما للتلفزيون .
- وكيلا للتلفزيون عضوا بالمجلس الأعلى للفنون والآداب.
- أمين عام اتحاد الإذاعة والتلفزيون في الفترة من 21/1/1975 حتى 8/4/1975. [6]

## اسهامات[7]
- حول استوديوهات التلفزيون للإرسال الملون.
- قدم العديد من البرامج التلفزيونية التي تتناول الأساطير القديمة في إطارات وتصورات معاصرة .
- من أعماله الفنية السهرة التلفزيونية (ما كنش العشم).

## جوائز وأوسمة
- وسام الاستحقاق من الطبقة الأولى عام 1978.
- الميدالية الذهبية من اتحاد الإذاعات العربية عام 1979.
- الميدالية الذهبية لطلعت حرب في عيد السينما عام 1982.
- جائزة شرف من الفاتيكان ودرع اليوبيل الفضي في عيد التلفزيون عام1985.